# Filmes de 1944 da Republic Pictures

## Introdução
Em 1944, a Republic Pictures lançou 61 produções.
Entre os quatro novos seriados estão Captain America, o último do estúdio com um herói originário dos quadrinhos, e os dois primeiros dos seis que Linda Stirling, a rainha dos seriados sonoros, fez na Republic -- The Tiger Woman e Zorro's Black Whip.
A comédia musical Brazil recebeu três indicações ao Oscar, uma delas na categoria Melhor Canção Original. A canção distinguida pela Academia  foi Rio de Janeiro, de autoria de Ary Barroso e Ned Washington. Aurora Miranda, irmã de Carmen Miranda, faz parte do elenco do filme, que é quase todo norte-americano. Apesar do título, as filmagens foram feitas nas dependências do estúdio.
A trilha sonora de The Fighting Seabees, uma aventura de guerra, também foi indicada. Mais uma vez, contudo, apenas o Departamento de Som foi premiado, com uma quarta Menção Honrosa consecutiva entre os Prêmios Técnicos/Científicos.

## Prêmios Oscar
Décima sétima cerimônia, com os filmes exibidos em Los Angeles no ano de 1944.
| Filme                | Indicações                                                                        | Premiações |
| -------------------- | --------------------------------------------------------------------------------- | ---------- |
| Brazil               | Melhor Mixagem de Som Melhor Trilha Sonora (filme musical) Melhor Canção Original | ---        |
| The Fighting Seabees | Melhor Trilha Sonora (filme de drama ou comédia)                                  | ---        |

### Prêmios Especiais ou Técnicos
- Daniel J. Bloomberg e o Departamento de Som da Republic Pictures: Prêmio Científico ou Técnico (Classe III - Certificado de Menção Honrosa), "pelo projeto e aperfeiçoamento  de uma chave seletora de múltiplos engates".[3]

## Seriados do ano
| Título original    | Título PT/BR                | Título PT/PT       | Astro           | Diretor                                        | Episódios | Gênero   |
| ------------------ | --------------------------- | ------------------ | --------------- | ---------------------------------------------- | --------- | -------- |
| Captain America    | Capitão América, O Vencedor | A Morte Vermelha   | Dick Purcell    | Elmer Clifton/John English                     | 15        | Aventura |
| Haunted Harbor     | O Porto Fantasma            | O Capitão Tormenta | Kane Richmond   | Spencer Gordon Bennett/Wallace A. Grissell     | 15        | Aventura |
| The Tiger Woman    | A Mulher Tigre              | A Mulher Tigre     | Allan Lane      | Spencer Gordon Bennett/Wallace A. Grissell     | 12        | Aventura |
| Zorro's Black Whip | O Chicote do Zorro          | Zorro, O Vingador  | George J. Lewis | Spencer Gordon Bennett]]/[[Wallace A. Grissell | 12        | Faroeste |

## Filmes do ano
| Título original          | Título PT/BR                 | Título PT/PT                  | Astros                                 | Diretor                | Gênero     |
| ------------------------ | ---------------------------- | ----------------------------- | -------------------------------------- | ---------------------- | ---------- |
| Atlantic City            |                              |                               | Constance Moore, Brad Taylor           | Ray McCarey            | Musical    |
| Beneath Western Skies    |                              |                               | Robert Livingston, Smiley Burnette     | Spencer Gordon Bennett | Faroeste   |
| The Big Bonanza          | A Grande Bonança             |                               | Richard Arlen, Robert Livingston       | George Archainbaud     | Faroeste   |
| Bordertown Trail         |                              |                               | Sunset Carson, Smiley Burnette         | Lesley Selander        | Faroeste   |
| Brazil                   | Brasil                       | Brasil                        | Tito Guizar, Virginia Bruce            | Joseph Santley         | Musical    |
| Call of the Rockies      |                              |                               | Sunset Carson, Smiley Burnette         | Lesley Selander        | Faroeste   |
| Call of the South Seas   | Tahia, A Deusa da Selva      |                               | Janet Martin, Allan Lane               | John English           | Aventura   |
| Casanova in Burlesque    | Casanova em Apuros           | Alegria Burlesca              | Joe E. Brown, June Havoc               | Leslie Goodwins        | Musical    |
| Cheyenne Wildcat         | O Gato Selvagem              |                               | Bill Elliott, Bobby Blake              | Lesley Selander        | Faroeste   |
| Code of the Prairie      |                              |                               | Sunset Carson, Smiley Burnette         | Spencer Gordon Bennett | Faroeste   |
| Cowboy and the Señorita  | Pulseira Misteriosa          |                               | Roy Rogers, Mary Lee                   | Joseph Kane            | Faroeste   |
| End of the Road          |                              |                               | Edward Norris, John Abbott             | George Blair           | Policial   |
| Faces in the Fog         | Culpa dos Pais               |                               | Jane Withers, Paul Kelly               | John English           | Drama      |
| The Fighting Seabees     | Romance dos Sete Mares       | Batalhão Suicida              | John Wayne, Susan Hayward              | Edward Ludwig          | Guerra     |
| Firebrands of Arizona    |                              |                               | Sunset Carson, Smiley Burnette         | Lesley Selander        | Faroeste   |
| The Girl Who Dared       |                              |                               | Lorna Gray, Peter Cookson              | Howard Bretherton      | Mistério   |
| Goodnight Sweetheart     | Loura Misteriosa             |                               | Robert Livingston, Ruth Terry          | Joseph Santley         | Drama      |
| Hands Across the Border  | Potro Selvagem               |                               | Roy Rogers, Ruth Terry                 | Joseph Kane            | Faroeste   |
| Hidden Valley Outlaws    | O Vale dos Bandidos          |                               | Bill Elliott, Gabby Hayes              | Howard Bretherton      | Faroeste   |
| The Lady and the Monster | A Dama e o Monstro           | A Mulher e o Monstro          | Vera Hruba Ralston, Erich von Stroheim | George Sherman         | Terror     |
| Lake Placid Serenade     | A Ilha dos Sonhos            | Cinderela, A Gata Borralheira | Vera Hruba Ralston, Robert Livingston  | Steve Sekely           | Musical    |
| The Laramie Trail        |                              |                               | Robert Livingston, Smiley Burnette     | John English           | Faroeste   |
| Lights of Old Santa Fe   | Luzes de Santa Fé            |                               | Roy Rogers, Gabby Hayes                | Frank McDonald         | Faroeste   |
| Man from Frisco          | O Homem Fenomenal            | A Batalha do Aço              | Michael O'Shea, Anne Shirley           | Robert Florey          | Drama      |
| Marshal of Reno          | Faca Traiçoeira              |                               | Bill Elliott, Bobby Blake              | Wallace Grissell       | Faroeste   |
| Mojave Firebrand         | A Força da Lei               |                               | Bill Elliott, Gabby Hayes              | Spencer Gordon Bennett | Faroeste   |
| My Best Gal              |                              | Os Companheiros da Folia      | Jane Withers, James Lydon              | Anthony Mann           | Musical    |
| My Buddy                 |                              |                               | Don 'Red' Barry, Ruth Terry            | Steve Sekely           | Policial   |
| Outlaws of Santa Fe      |                              |                               | Don 'Red' Barry, Helen Talbot          | Howard Bretherton      | Faroeste   |
| Port of 40 Thieves       | O Porto dos 40 Ladrões       |                               | Stephanie Bachelor, Richard Powers     | John English           | Policial   |
| Pride of the Plains      |                              |                               | Robert Livingston, Smiley Burnette     | Wallace Fox            | Faroeste   |
| Rosie, The Riveter       |                              |                               | Jane Frazee, Frank Albertson           | Joseph Santley         | Comédia    |
| The San Antonio Kid      | O Valentão de San Antonio    |                               | Bill Elliott, Bobby Blake              | Howard Bretherton      | Faroeste   |
| San Fernando Valley      |                              |                               | Roy Rogers, Dale Evans                 | John English           | Faroeste   |
| Secrets of Scotland Yard | Os Segredos da Scotland Yard |                               | Edgar Barrier, Stephanie Bachelor      | George Blair           | Espionagem |
| Sheriff of Las Vegas     | Xerife Bronco Piller         |                               | Bill Elliott, Bobby Blake              | Lesley Selander        | Faroeste   |
| Sheriff of Sundown       |                              |                               | Allan Lane, Linda Stirling             | Lesley Selander        | Faroeste   |
| Silent Partner           |                              |                               | William Henry, Beverly Lloyd           | George Blair           | Policial   |
| Silver City Kid          | À Procura do Assassino       |                               | Allan Lane, Peggy Stewart              | John English           | Faroeste   |
| Sing, Neighbor, Sing     |                              |                               | Brad Taylor, Ruth Terry                | Frank McDonald         | Musical    |
| Song of Nevada           | Acidente Afortunado          |                               | Roy Rogers, Dale Evans                 | Joseph Kane            | Faroeste   |
| Stagecoach to Monterey   | Vaqueiro Solitário           |                               | Allan Lane, Peggy Stewart              | Lesley Selander        | Faroeste   |
| Storm Over Lisbon        | Tormenta Sobre Lisboa        | Tempestade em Lisboa          | Vera Hruba Ralston, Richard Arlen      | George Sherman         | Espionagem |
| Strangers in the Night   | Forasteiro da Noite          |                               | William Terry, Virginia Grey           | Anthony Mann           | Policial   |
| That's My Baby           |                              |                               | Richard Arlen, Ellen Drew              | William Berke          | Comédia    |
| Thoroughbreds            | Sangue Hípico                |                               | Tom Neal, Adele Mara                   | George Blair           | Drama      |
| Three Little Sisters     |                              |                               | Mary Lee, Ruth Terry                   | Joseph Santley         | Romance    |
| Trocadero                |                              |                               | Rosemary Lane, Johnny Downs            | William Nigh           | Musical    |
| Tucson Raiders           | Bandoleiros Encobertos       |                               | Bill Elliott, Bobby Blake              | Spencer Gordon Bennett | Faroeste   |
| Vigiantes of Dodge City  | Vigilantes de Dodge City     |                               | Bill Elliott, Bobby Blake              | Wallace Grissell       | Faroeste   |
| The Yellow Rose of Texas | Rosa do Texas                | A Rosa Amarela do Texas       | Roy Rogers, Dale Evans                 | Joseph Kane            | Faroeste   |

## Outros
| Título                            | Narração      | Elenco                         | Diretor | Gênero              |
| --------------------------------- | ------------- | ------------------------------ | ------- | ------------------- |
| Army 101 - Equipament Maintenance | --            | Carey Loftin, Cliff Lyons      | --      | Treinamento Militar |
| Army 102 - Trench Foot            | --            | Louis Jean Heydt               | --      | Treinamento Militar |
| Army 150 - National Labor         | --            | --                             | --      | Treinamento Militar |
| Army 7167 - Frequency Modulation  | --            | --                             | --      | Treinamento Militar |
| Army 9652 - Car Sharing           | Gayne Whitman | --                             | --      | Treinamento Militar |
| Navy MN 3387 - Your Weapons       | --            | Keefe Brasselle, Lane Chandler | --      | Treinamento Militar |